# Вагонне Депо
Вагóнне Депó (до 2024 року — Червоний куточок) — пасажирський зупинний пункт Знам'янської дирекції Одеської залізниці на електрифікованій лінії Чорноліська — Знам'янка-Пасажирська між станціями Чорноліська (11 км) та Знам'янка (2 км). Розташований у селищі Знам'янка Друга Знам'янської міської ради Кіровоградської області.

## Пасажирське сполучення
На зупинному пункті зупиняються приміські поїзди до станцій Імені Тараса Шевченка, Цвіткове, Знам'янка-Пасажирська, Олександрія, Помічна, Вознесенськ, Одеса-Головна.